# Robert Kohli
Robert Kohli (* 19. April 1896 in Rüschegg; † 4. Oktober 1977 in Bern) war ein Schweizer Jurist und Diplomat.

## Leben
Kohli studierte die Rechte in Bern. Seit 1918, also bereits während seines Studiums, arbeitete er für das Eidgenössische Politische Departement. Rasch stieg er in der Beamtenhierarchie auf. In den Kriegsjahren 1939 bis 1945 war er Mitglied der ständigen Delegation für Wirtschaftsverhandlungen mit dem Ausland. Durch das Geschick dieser Verhandlungsdelegation konnte die Schweiz den Handel und die Versorgung weitgehend aufrechterhalten.
Ab 1945 war Kohli zuerst Gesandter in Den Haag und vertrat ab 1949 für ebenfalls vier Jahre die Schweiz in Belgrad. Seinen Karrierehöhepunkt erreichte er 1956 als Chef der Abteilung für Politische Angelegenheiten und Generalsekretär des Eidgenössischen Politischen Departementes. In dieser ranghöchsten Position der Schweizer Diplomatie verblieb Kohli bis 1961. Dadurch war er die «rechte Hand» von Bundesrat Max Petitpierre.

## Schriften
- Die Schweiz und die übernationalen Wirtschaftsorganisationen: rechtliche Beziehungen in Ermangelung eines Assoziationsvertrags. Basel: Helbing & Lichtenhahn, 1963. [Separatdruck aus: Referate und Mitteilungen des Schweizerischen Juristenvereins 97, 4 (1963) S. 345–424].